# Sagy (Val-d’Oise)
Sagy ist ein Ort und eine nordfranzösische Gemeinde mit 1.100 Einwohnern (Stand 1. Januar 2022) im Département Val-d’Oise in der Region Île-de-France (Frankreich). Die Gemeinde besteht aus mehreren Weilern (hameaux) und Einzelgehöften.

## Lage
Der Ort Sagy liegt am Flüsschen Aubette in einer Höhe von etwa 55 m ü. d. M. rund 47 km (Fahrtstrecke) nordwestlich von Paris in der Landschaft des Vexin nahe der Grenze zur Normandie. Die Stadt Pontoise ist nur etwa 14 km in östlicher Richtung entfernt. Das Gemeindegebiet gehört zum Regionalen Naturpark Vexin français.

## Bevölkerungsentwicklung
| Jahr      | 1800 | 1851 | 1901 | 1954 | 1999 | 2017 |
| Einwohner | 636  | 627  | 453  | 464  | 1127 | 1114 |

Der Bevölkerungsrückgang in der ersten Hälfte des 20. Jahrhunderts ist auf die zunehmende Mechanisierung der Landwirtschaft zurückzuführen. Wegen der Nähe zum Großraum Paris sind die Bevölkerungszahlen seit den 1960er Jahren wieder angestiegen.

## Wirtschaft
In früheren Jahrhunderten lebten die Einwohner als Selbstversorger vom Ertrag ihrer Felder und Gärten; auch Viehzucht wurde in geringem Umfang betrieben. Landwirtschaft und Kleinhandel spielen auch heute noch die größte Rolle im Wirtschaftsleben der Gemeinde. Einige Häuser sind als Ferienhäuser (gîtes) ausgewiesen.

## Geschichte
Auf dem Gemeindegebiet wurden Kleinfunde aus der Jungsteinzeit entdeckt; aus gallorömischer und mittelalterlicher Zeit ist nichts bekannt. Im Jahr 1071 gehörte die Pfarrei und damit der Ort zur Abtei von Saint-Denis bei Paris.

## Sehenswürdigkeiten

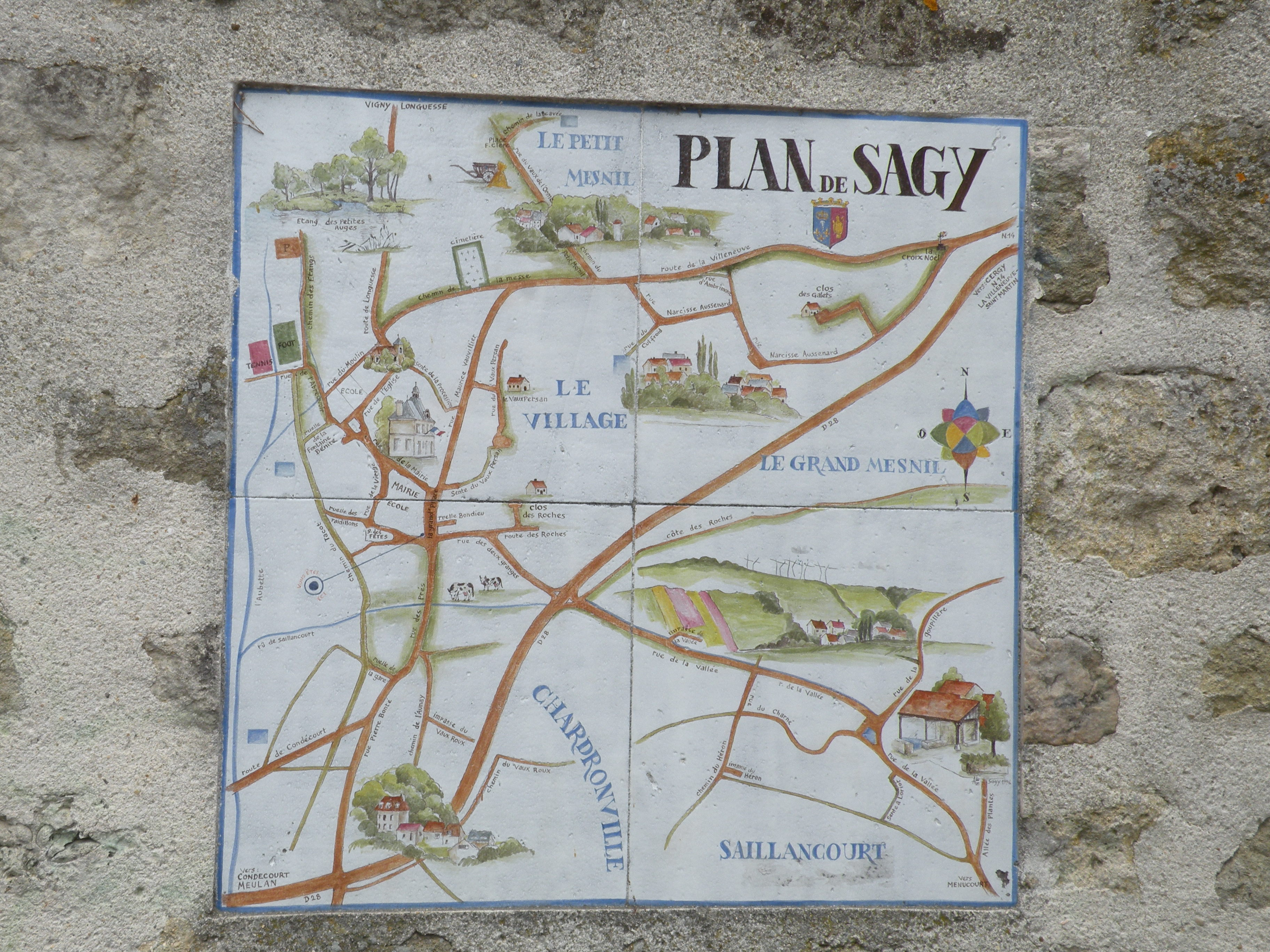
Plan der Gemeinde

- Die alte romanische Pfarrkirche Saint-Sulpice brannte im Jahr 1740 ab, doch noch im selben Jahr wurde der heute noch existierende Neubau fertiggestellt. Der außen wie innen schmucklose Bau hat eine Fassade im strengen klassizistischen Stil, über welcher ein gedrungen wirkender Glockenturm aufragt. Die in das aus exakt behauenen Steinen gebildete Mauerwerk eingeschnittenen Fenster zeigen einfache Rundbögen.

Saillancourt
- Im Weiler Saillancourt steht ein Waschhaus (lavoir) inmitten des Ortes.

Petit Mesnil
- Im Weiler Petit Mesnil zeigt ein Erntemuseum (Musée de la Moisson) diverse landwirtschaftliche Maschinen und Gerätschaften.